# Reforma económica de Corea del Norte
La reforma económica de Corea del Norte se refiere al programa de reforma y reestructuración de la economía de Corea del Norte. Las reformas económicas han aumentado en los últimos años, particularmente después de que Kim Jong-un llegara al poder en 2012.

Escudo nacional de Corea del Norte

## Historia
Las reformas económicas en Corea del Norte tienen sus raíces en la década de 1970 durante el régimen de Kim Il-Sung, cuando las agencias gubernamentales, los gobiernos provinciales y las unidades militares de Corea del Norte recibieron extraoficialmente permiso para establecer sus propias empresas. El número de empresas de este tipo ha aumentado considerablemente desde la década de 2000 bajo el mandato de Kim Jong-Il.

## Impacto económico
Se estima que el crecimiento económico de Corea del Norte bajo Kim Jong-un oscila entre el 1 y el 5 %.
Sin embargo, el experto en Corea del Norte Andrei Lankov ha dicho que la tasa de crecimiento real de Corea del Norte es del 3% al 4%.

## Estímulo del extranjero
Las reformas económicas en Corea del Norte han sido alentadas por China. Mientras visitaba Pionyang en junio de 2019, el presidente Xi Jinping dijo que Kim Jong-un había «iniciado una nueva línea estratégica de desarrollo económico y mejora de los medios de vida de las personas, elevando la construcción socialista en el país a una nueva marea alta».